# Cassissuchus
Cassissuchus sanziuami
Genre
Espèce
Cassissuchus est un genre éteint de petits crocodyliformes, un clade qui comprend les crocodiliens modernes et leurs plus proches parents fossiles.
Une seule espèce est rattachée au genre : Cassissuchus sanziuami, décrite par Ángela Delgado Buscalioni en 2017. Elle est rattachée à la famille des Gobiosuchidae.

## Découverte
Cassissuchus sanziuami a été trouvée dans la province de Cuenca dans le centre de l'Espagne, sur le célèbre site fossilifère de las Hoyas dans la formation géologique de la Huérguina, constituée de calcaires lacustres datés du Barrémien supérieur, il y a environ 125 Ma (millions d'années). Avant d'être décrit, le fossile était connu dans certaines publications sous le nom de « croco de las Hoyas ».

## Description
Cassissuchus est un Crocodyliformes de très petite taille avec un crâne très bien conservé d'une longueur d'environ2,5 centimètres. Le fossile décrit a apporté des informations nouvelles sur l'anatomie des ceintures pectorales et pelviennes et sur la morphologie des pattes antérieures chez les Gobiosuchidae.

## Classification
L'analyse phylogénétique de Cassissuchus indique qu'il appartient au groupe monophylétique des  Gobiosuchidae créée par Halszka Osmólska en 1972,. Il est placé au sein de cette famille en groupe frère du petit clade constitué des deux genres chinois Gobiosuchus et Zaraasuchus,.